# Новак Аполінарій Васильович
Аполінарій Васильович Новак (*24 квітня 1885, Серафинці — †29 жовтня 1955, Вінніпег) — український письменник, учений, журналіст, редактор в Канаді. Псевдонім — А. Невада.

## Життєпис
Народився 24 квітня 1885 р. у с. Серафинці (Серафимівці) Городенківського повіту в Галичині. У 1901 р. емігрував до Канади, поселився на околиці Манітоби, працював вантажником, будівельником у Вінніпезі. Літературну діяльність розпочав у 1907 р., редагував «Канадійський фермер» (1909—1913).
Знову повернувся до фермерської діяльності, потім працював журналістом, редагував господарський відділ в «Українському Голосі» (1922—1955). Був одним із засновників українського товариства у Вінніпезі «Читальня» (1903). Помер 29 жовтня (за іншими даними — 30 жовтня) 1955 р. у
Вінніпезі.

## Творчість
Автор збірки «Канадійські оповідання» (1910).
- Новак А. Вигнанці. Оповідання // Хрестоматія української літератури в Канаді. — Едмонтон,2000. — С. 189—192.